# Nymburská rezoluce mladočechů
Nymburská rezoluce mladočechů je politický dokument, který 23. 9. 1894 schválila nadpoloviční většina delegátů zemském sjezdu důvěrníků mladočeské strany v Nymburku. Byla vypracována Josefem Kaizlem, Josefem Heroldem, Karlem Kramářem, Gustavem Eimem, Bedřichem Pacákem a několika dalšími předními politiky. Strana se tímto programovým prohlášením přihlásila ke "konstruktivní opozici" proti "planému radikalismu".

## Obsah rezoluce
Rezoluce je rozdělena do tří samostatných oddílů:
- potvrzovala platnost dosavadního programu z let 1889 a 1891
- zdůrazňovala potřebu "konstruktivní opozice" proti "planému radikalismu"
- vyjádřila svůj poměr k jiným stranám – Lidovou stranu na Moravě označila za "část svobodomyslné strany, která je vlastní organizací zemskou".

Vstřícně se vyjádřila ke vzniku české konzervativní strany, odmítavě se postavila k vytvoření české klerikální strany. Záporné stanovisko delegáti zaujali k založení pokrokové strany, ačkoliv vítali "každé pokrokové hnutí v našem dorostu". Opatrně byl zde formulován vztah k sociální demokracii.

## Navazující rezoluce
O dva roky později (1896) byla shromážděním mladočeských poslanců přijata Pražská rezoluce mladočechů, která potvrzovala a dále rozvíjela závěry nymburské rezoluce.